# Primero de Enero
Primero de Enero – miasto na Kubie, w prowincji Ciego de Ávila. W 2004 r. miasto to zamieszkiwało 27 813 osób.